# Gmina Koczani
Gmina Koczani, gmina Kočani (mac. Општина Кочани) – gmina w północno-wschodniej Macedonii Północnej.
Graniczy z gminami: Kriwa Pałanka od północy, Kratowo i Probisztip od zachodu, Makedonska Kamenica i Winica od wschodu oraz Czeszinowo-Obleszewo i Zrnowci od południa.
Skład etniczny
- 93,12% – Macedończycy
- 5,12% – Romowie
- 1,76% – pozostali

W skład gminy wchodzą:
- Miasto: Koczani;

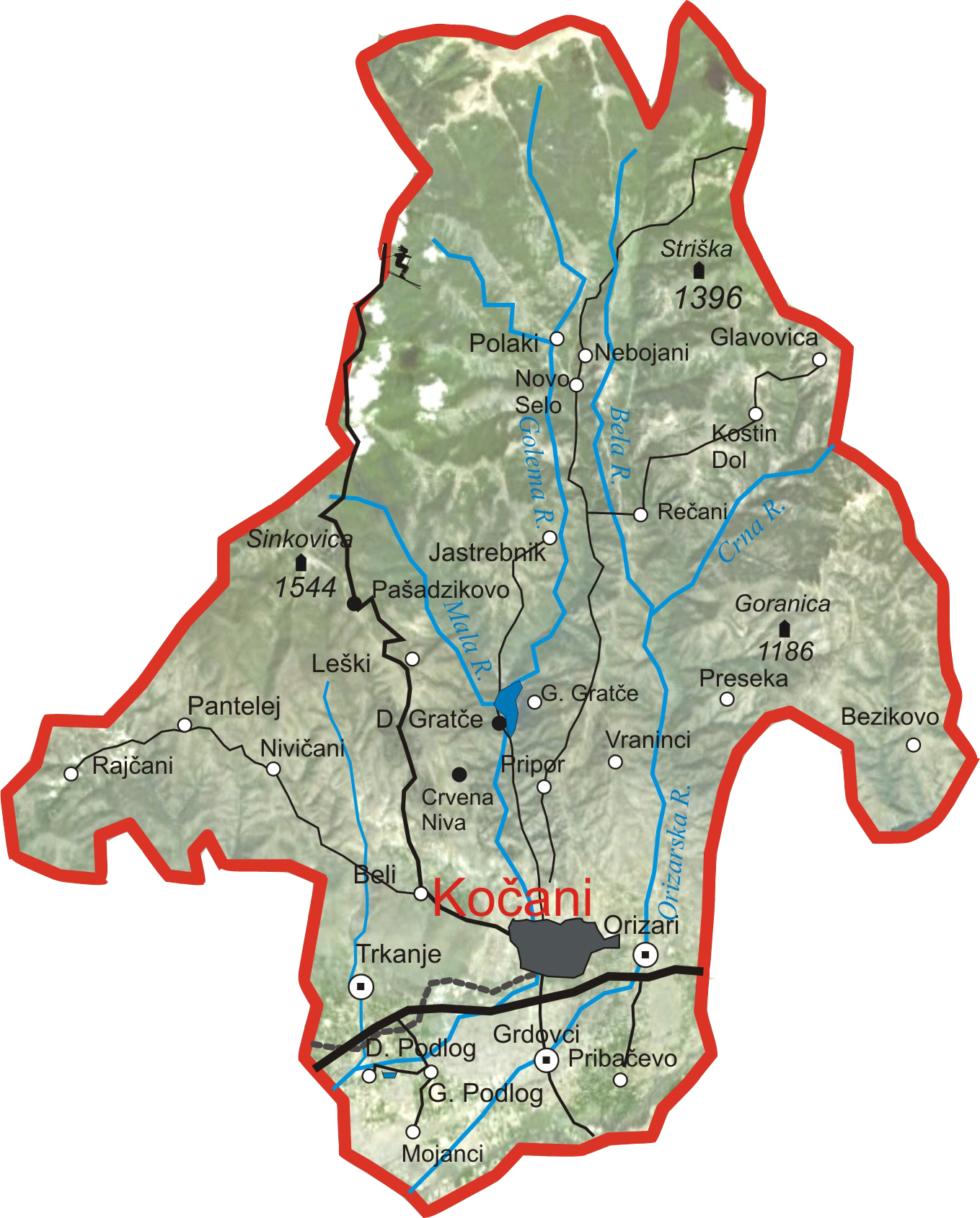
Mapa gminy Koczani

- 27 wsi: Beli, Bezikowo, Crwena Niwa, Dołni Podłog, Dołno Gradcze, Gławowica, Gorni Podłog, Gorno Gradcze, Grdowci, Jastrebnik, Kostin Doł, Łeszki, Mojanci, Nebojani, Niwiczani, Nowo Seło, Orizari, Pantełej, Paszadżikowo, Połaki, Preseka, Pribaczewo, Pripor, Rajczani, Reczani, Trkańe, Wraninci.